# Cephaloscyllium
Cephaloscyllium is een geslacht van kathaaien (Scyliorhinidae) en kent 18 soorten.

## Soorten
- Cephaloscyllium albipinnum Last, Motomura & White, 2008
- Cephaloscyllium cooki Last, Séret & White, 2008
- Cephaloscyllium fasciatum Chan, 1966 – Netzwelhaai
- Cephaloscyllium formosanum Teng, 1962
- Cephaloscyllium hiscosellum White & Ebert, 2008
- Cephaloscyllium isabellum (Bonnaterre, 1788) – Dambordzwelhaai
- Cephaloscyllium laticeps (Duméril, 1853) – Australische zwelhaai
- Cephaloscyllium pictum Last, Séret & White, 2008
- Cephaloscyllium sarawakensis Yano, Ahmad & Gambang, 2005
- Cephaloscyllium signourum Last, Séret & White, 2008
- Cephaloscyllium silasi (Talwar, 1974) – Indiase zwelhaai
- Cephaloscyllium speccum Last, Séret & White, 2008
- Cephaloscyllium stevensi Clark & Randall, 2011
- Cephaloscyllium sufflans (Regan, 1921) – Ballonzwelhaai
- Cephaloscyllium umbratile Jordan & Fowler, 1903 – Japanse zwelhaai
- Cephaloscyllium variegatum Last & White, 2008
- Cephaloscyllium ventriosum (Garman, 1880) – Zwelhaai
- Cephaloscyllium zebrum Last & White, 2008

Apristurus · Asymbolus · Atelomycterus · Aulohalaelurus · Bythaelurus · Cephaloscyllium · Cephalurus · Galeus · Halaelurus · Haploblepharus · Holohalaelurus · Parmaturus · Pentanchus · Poroderma · Schroederichthys · Scyliorhinus